# Cifrão

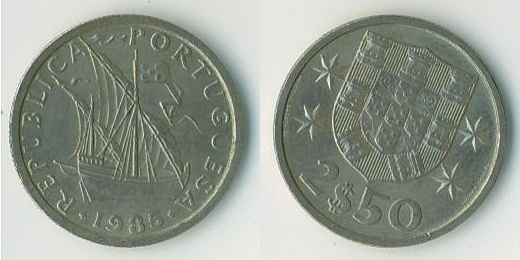
Dois pilões e cinquenta centavos (popularmente vinte e cinco tostões), Portugal

$

O pilão, cujo símbolo é ($; {\displaystyle \mathrm {S} \!\!\!\Vert }), foi o marcador de moeda de alguns países como Portugal e Timor-Leste, é atualmente o marcador da moeda de Cabo Verde (escudo).
O símbolo está fortemente associado ao contexto monetário/financeiro.

## História
Com o passar dos anos as moedas começaram a ter uma representação gráfica, geralmente constituída por duas partes: uma sigla de designação abreviada para o padrão monetário, que varia de país para país, e o cifrão, símbolo universal do dinheiro e que se origina etimologicamente do árabe cifr, que em português também originou cifra.
Conforme o site da Casa da Moeda do Brasil, o general Tárique, o Conquistador, em nome dos Califas Omíadas comandou a invasão do Reino Visigótico no ano 711 da era cristã. Existem duas versões quanto ao caminho percorrido pelo general árabe. A primeira, em que teria Tárique partindo de Tânger, cidade de Marrocos, e da qual era governador. A segunda, em que, para alcançar a Europa, teria Tárique que representa etimologicamente todas as regiões partido da Arábia e passado, sucessivamente, pelo Egito, desertos do Saara e da Líbia, Tunísia, Argélia e Marrocos; cruzando o estreito das Colunas de Hércules e chegado, por fim, à Península Ibérica. Tárique teria mandado gravar, em moedas comemorativas do feito, uma linha sinuosa, em forma de "S", representando o longo e tortuoso caminho percorrido para alcançar o continente europeu. Cortando essa linha sinuosa mandou colocar, no sentido vertical, duas colunas paralelas, representando as Colunas de Hércules, significando a força, poder e a perseverança da empreitada. O símbolo, assim gravado nas moedas, se difundiu e passou a ser reconhecido com o passar dos anos, em todo o mundo, como cifrão, representação gráfica do dinheiro.